# San Giovanni Bianco
San Giovanni Bianco – miejscowość i gmina we Włoszech, w regionie Lombardia, w prowincji Bergamo.
Według danych na styczeń 2009 gminę zamieszkiwało 5130 osób przy gęstości zaludnienia 163,4 os./1 km².